# Padlesnaja (obwód miński)
Padlesnaja (biał. Падлесная; ros. Подлесная; do 1964 roku Cielatki) – wieś na Białorusi, w obwodzie mińskim, w rejonie mołodeckim, w sielsowiecie Horodziłowo.
Obejmuje dawny zaścianek Korniłówka.

## Historia
W czasach zaborów wieś i dobra w gminie Bienica, w powiecie oszmiańskim, w granicach Imperium Rosyjskiego. W 1866 roku wieś liczyła 14 dusz rewizyjnych, dobra należały do Bujków.
W latach 1921–1945 wieś i folwark leżały w Polsce w województwie wileńskim, w powiecie oszmiańskim (od 1927 roku w powiecie mołodeckim), w gminie Bienica.
W 1931 we wsi w 9 domach zamieszkiwało 58 osób, folwark w 2 domach 24 osoby.
Wierni należeli do parafii rzymskokatolickiej w Lebiedziewie. Miejscowość podlegała pod Sąd Grodzki w Mołodecznie i Okręgowy w Wilnie; właściwy urząd pocztowy mieścił się w Bienicy.

## Przynależność państwowa i administracyjna
- ? – 1795  I Rzeczpospolita
- 1795–1917  Imperium Rosyjskie, gubernia wileńska, powiat oszmiański
- 1917–1919  Rosyjska FSRR
- 1919–1920  Polska, Zarząd Cywilny Ziem Wschodnich, okręg wileński
- 1920  Rosyjska FSRR
- 1920–1922  Litwa Środkowa, powiat oszmiański
- 1922–1945[a]  Polska
  - województwo:
    - Ziemia Wileńska (1922–1926)
    - wileńskie (od 1926)

  - powiat:
    - oszmiański (1922–1927)
    - mołodecki (od 1927)
- 1945–1991  ZSRR, Białoruska SRR
- od 1991  Białoruś